# Didymodon pulvinans
Didymodon pulvinans är en bladmossart som först beskrevs av Theodor Carl Karl Julius Herzog, och fick sitt nu gällande namn av Brotherus 1925. Didymodon pulvinans ingår i släktet lansmossor, och familjen Pottiaceae. Inga underarter finns listade i Catalogue of Life.